# 雪山飞狐
《雪山飞狐》，金庸第四部武俠小說，是《飞狐外传》「姊妹篇」，與其情節互相關聯，但又各自獨立。1955年成稿，1959年开始连载于香港《新晚报》。

## 故事大綱
發生於清乾隆四十五年三月十五日。以插叙倒叙为主要叙述方法，通过各次要人物的對話中“羅生門”式的回忆敍述，帶出从李自成起义到故事发生时，主角胡斐之父胡一刀與武林人士、大漢奸之间恩怨情仇的故事。
故事的開頭源於一個鐵盒的搶奪戰，天龙门众人誤以為陶百歲、陶子安父子殺害天龍門掌門田歸農，於是便跟蹤二人要搶回鐵盒；在爭鬥的過程中，熊元獻、劉元鶴和鄭三娘也加入搶奪之列。後來，寶樹和尚出面制服了所有的人，並且將所有的人帶到一座山峰上的山莊。莊主杜希孟是「打遍天下無敵手」金面佛苗人鳳的朋友，因為「雪山飛狐」要向他挑戰而邀群豪上山助陣；寶樹帶著大家來到這裡，也是因為這次挑戰跟上一代以及鐵盒有關係。
在杜希孟還沒回山莊之前，寶樹、和苗人鳳的女兒苗若蘭說出了鐵盒的秘密，原來鐵盒中是闯王李自成的寶刀。當年闯王身邊有分別姓胡、姓苗、姓范及姓田四大近身衛士，四人皆武功高強。闖王敗亡後，苗、范、田三名衛士誤會胡姓衛士殺了李自成而投靠大汉奸吳三桂，於是追殺姓胡的衛士，姓胡的衛士被苗范田三人打到重傷，最後自刎而死，但是胡姓衛士的兒子後來告訴苗、范、田三人，當初他父親並沒有殺李自成，反而為了保護李自成逃亡，以一將士屍體假扮成李自成屍首，向吳三桂投降，以便接近對方伺機復仇，而李自成亦因此避過清廷搜捕，當時仍在生。苗范田三人得知真相後自殺謝罪，但死前沒有向後人交待此事，故苗、范、田三人的後代以為父親被胡姓衛士的兒子殺死，矢志報仇。於是四家的恩怨世代累積超過百年。
後來寶樹、陶百歲、劉元鶴又陸續說出了鐵盒跟地圖的秘密，原來雪山飛狐胡斐是胡姓衛士的後人，金面佛苗人鳳及女兒苗若蘭是苗姓衛士的後人，田歸農與丐幫范幫主是田姓及范姓衛士的後人。而這世代的恩怨一直累積到雪山飛狐胡斐的父親胡一刀與苗人鳳身上。廿七年前，苗人鳳、田歸農與丐幫范幫主要與胡一刀比試，田歸農、范幫主無法打贏，於是由苗人鳳以苗家劍法與胡一刀的胡家刀法比試。二人總共戰了五天五夜，期間互生崇敬之情，惺惺相惜；最後為分勝負，胡一刀與苗人鳳交換兵器，以對方的獨門武藝對決。比試時胡一刀手部被刀所刺受輕傷，但因兵器不知何故被塗上劇毒，胡一刀中毒身亡，其妻亦自殺殉夫。苗人鳳原本要遵守諾言收養胡一刀剛出生的兒子胡斐，但胡斐卻不知所終。而山莊下人平阿四此時說出實情，表示當時他是客店雜工，胡一刀為他還債，故有恩於他，他目睹跌打醫師閻基受田歸農指使，在胡一刀及苗人鳳的兵器上下毒。胡一刀夫婦被害後，他怕奸人會對胡斐不利，將他抱走，之後將他撫養成人。平阿四亦指當年下毒的閻基，就是現在的和尚寶樹。
之後劉元鶴又說出了鐵盒跟地圖的大秘密，原本大家都以為鐵盒中的寶刀只是很珍貴而已，沒想到如果將寶刀配合一張地圖，便可以尋找到當時李自成的大寶藏，原本地圖一直在苗家手中，寶刀則一直歸田家收藏，如今寶刀在寶樹手中，地圖在苗若蘭頭上的珠釵，劉元鶴強行取下了苗若蘭珠釵上的地圖，並將她關在房間內。此時原本互鬥的一群人，為了寶藏竟合力起來，在寶樹、劉元鶴率領之下尋寶。
杜希孟回來後，原來他已與范幫主、賽總管合作要殺苗人鳳，在打鬥之中，胡斐救了苗人鳳，但苗人鳳卻因誤會胡斐對苗若蘭無禮而想殺胡斐，胡斐帶著苗若蘭離開，發現寶樹等人已找到藏寶之處，將這些貪婪的人悉數跟寶藏關在一起。胡斐帶著苗若蘭回到山莊，與苗人鳳一戰取得上風，最後的結局則是胡斐不知是否要殺苗人鳳：苗人鳳殺了他的父親，而他卻愛著苗若蘭。

## 登場人物

### 主要人物
- 胡斐——  本作品第二男主角，「遼東大俠」胡一刀之子，江湖人稱「雪山飛狐」。喜歡苗若蘭。
- 苗若蘭——本作品女主角，金面佛苗人鳳和南蘭的女儿。容貌秀丽，娇柔无比，不會武功，处事不惊、遇事不慌，又不少天真善良。喜欢胡斐。
- 苗人鳳——外號「打遍天下無敵手」，人稱「金面佛」，闖王四大護衛苗姓護衛後裔。
- 胡一刀——本作品第一男主角，「遼東大俠」，人稱「黑面神」，闖王四大護衛胡姓護衛「飛天狐狸」後裔。
- 胡夫人——胡一刀夫人，胡斐之母，江湖好手杜希孟之表妹。
- 寶樹和尚——原名阎基，本是滄州一跌打醫師，後得到飛天狐狸的武功秘籍两页，學成了一身武功。曾在胡一刀與苗人鳳兵器下毒，導致胡一刀中毒而死。之後落草成為盜賊首領，在商家堡敗於商老太，被迫出家成為和尚。
- 范帮主——興漢丐帮帮主，闖四大護衛范姓護衛後裔。
- 田歸農——遼東天龍門北宗的掌門，闖四大護衛田姓護衛後裔。
- 闖王四大護衛（胡、苗、田、范四大護衛）——闖王假死後，苗、田、范因誤會而與胡姓護衛反目成仇，分別喬裝為腳夫、郎中及乞丐前往刺殺對方。
- 闖王李自成——為逃避清兵追殺，在九宮山假死，後於石門县夾山普慈寺出家為僧，法號奉天玉。

### 次要人物
- 曹雲奇（遼東天龍門北宗新接任的掌門人『騰龍劍』）
- 周雲陽（遼東天龍門北宗『迴龍劍』）
- 阮士中（遼東天龍門北宗『七星手』）
- 殷吉（天龍門南宗的掌門人『威震天南』）
- 陶子安（飲馬川山寨、陶百歲之子）
- 田青文（『錦毛貂』田歸農之女）
- 陶百歲（『鎮關東』飲馬川山寨）
- 馬寨主（飲馬川山寨）(後被鄭三娘砍死)
- 熊元獻（北京平通鏢局的總鏢頭）
- 鄭三娘（『雙刀』鄭三娘）
- 靜智大師（山東百會寺）(陶子安用暗器想殺劉元鶴，卻被劉元鶴順手拉過來擋箭而死)
- 劉元鶴（京中一等侍衛『大內十八高手』）
- 玄冥子道長（青藏派）
- 靈清居士（崑崙山）
- 蔣老拳師（河南太極門）
- 雙生僮兒（胡斐之家僮，根據書中「二人一模一樣」及年齡的描述很有可能就是《飛狐外傳》中馬春花的那對雙生兒子，但故事中未有確實證明）
- 于管家（杜希孟之家僕）
- 琴兒（苗人鳳之家僕）
- 周奶媽（苗人鳳之家僕）
- 韓嬸子（苗人鳳之家僕）
- 賽總管（滿洲武士的第一高手）
- 田安豹（田歸農之父）【與苗人鳳之父互鬥而死】
- 商劍鳴（『八卦刀』）

## 譯本

### 英文
- Fox Volant of the Snowy Mountain（另有譯名Flying Fox of the Snowy Mountain），莫錦屏（Olivia Mok）譯，1993年香港中文大學出版社出版。

## 改編作品

### 電影
- 1964年，《雪山飞狐》，共2集，香港峨嵋電影公司，導演李化，江漢飾胡斐，歐嘉慧，李月清，石堅主演

### 網絡電影
- 2022年，《雪山飞狐之塞北宝藏》，中國愛奇藝，導演喬磊，趙華為，陳雨鍶，呂良偉，淳于珊珊，陳紫函，楊軼，趙梓衝，付嘉，吳毅將，鄭浩南，王崗主演

### 電視劇
以《雪山飛狐》作改編的電視劇，皆同時融合了金庸另一部作品《飛狐外傳》之內容，劇名仍作《雪山飛狐》。單以《飛狐外傳》作改編的電視劇集目前僅得一部（於2022年首播），亦列於下表中。
| 年份     | 1978     | 1985            | 1991              | 1999              | 2007              | 2022                       |
| 名稱     | 雪山飛狐 | 雪山飛狐        | 雪山飛狐          | 雪山飛狐          | 雪山飛狐          | 飞狐外传                   |
| 電視台   | 佳藝電視 | 無綫電視        | 台灣電視          | 無綫電視          | 亞洲電視 慈文影視 | 企鵝影視 嘉博時光 容呈影業 |
| 地區     | 香港     | 香港            | 台灣              | 香港              | 中國大陸/香港     | 中國大陸                   |
| 集數     | 51       | 40              | 40                | 40                | 40                | 40                         |
| 監製     | 蕭笙     | 王天林          | 盛竹如            | 李添勝            | 王晶 總導演劉偉強 | 连奕名                     |
| 角色     | 演員     | 演員            | 演員              | 演員              | 演員              | 演員                       |
| 胡斐     | 衛子雲   | 呂良偉          | 孟飛              | 陳錦鴻            | 聶遠              | 秦俊杰                     |
| 苗若蘭   | 李通明   | 曾華倩          | 王璐瑶            | 佘詩曼            | 安以軒            | 劉芝妙                     |
| 胡一刀   | 衛子雲   | 呂良偉          | 孟飛              | 黃日華            | 黃秋生            | 秦俊杰                     |
| 胡夫人   | 馬海倫   | 戚美珍 （魏雪） | 龔慈恩 （冰雪兒） | 邵美琪 （郎劍秋） | 張彤              | 赵樱子                     |
| 苗人鳳   | 白彪     | 謝賢            | 慕思成            | 尹揚明            | 方中信            | 林雨申                     |
| 程靈素   | 文雪兒   | 景黛音          | 龔慈恩            | 劉曉彤 （幺一一） | 鍾欣桐            | 邢菲                       |
| 袁紫衣   | 米雪     | 周秀蘭          | 伍宇娟            | 滕麗明 （聶桑青） | 朱茵              | 梁洁                       |
| 田歸農   | 羅樂林   | 曾江            | 湯鎮宗            | 張兆輝            | 譚耀文            | 何润东                     |
| 南蘭     | 陳琬筠   | 陳秀珠          | 袁嘉佩            | 曹眾              | 呂一              | 黄梦莹                     |
| 平阿四   | 招浩東   | 龍天生          | 關勇              | 廖啟智            | 高虎              | 周晓鸥                     |
| 閻基     | 鄭雷     | 許紹雄          | -                 | 劉江              | 馬維福            | 萧岱青                     |
| 馬春花   | 甘婉霞   | 趙雅芝          | 呂瑩盈            | -                 | 任袁媛            | 海铃                       |
| 福康安   | 伍衛國   | 黃允材          | 林煒              | 魏駿傑            | 吳慶哲            | 叶项明                     |
| 陳家洛   | 伍衛國   | 黃允材          | -                 | 魏駿傑            | 吳慶哲            | -                          |
| 田青文   | 陳寶儀   | 朱小寶          | 梁佩玉            | -                 | -                 |                            |
| 李自成   | 喬宏     | 劉江            | 李杰              | 駱應鈞            | 李振起            |                            |
| 胡卫士   | 衛子雲   | 甘國衛          | 杨玄              | 黃日華            | 黃秋生            |                            |
| 苗卫士   | 白彪     | 吳孟達          | 慕思成            | 尹揚明            | 方中信            |                            |
| 范卫士   | 曹达华   | 陳榮峻          | 付克礼            | 鄭家生            |                   |                            |
| 范帮主   | 曹达华   |                 |                   | 鄭家生            |                   |                            |
| 田卫士   | 羅樂林   | 蘇漢生          | 汤镇宗            | 張兆輝            | 譚耀文            |                            |
| 吴三桂   |          | 劉丹            | 穆怀伟            | 羅樂林            |                   |                            |
| 无尘道长 |          |                 | 赵贵              |                   | 王志强            |                            |
| 赵半山   | 秦煌     | 秦煌            | 张绍滨            | 秦煌              | 董志华            | 寇占文                     |
| 文泰來   |          | 洪棟樑          | -                 | 鄺佐輝            | 桑偉淋            |                            |
| 骆冰     |          | 胡美仪          | 韩烽              | 冯晓文            | 佟姍姍            |                            |
| 常赫志   |          |                 |                   | 陳榮峻            | 孟繁龙            |                            |
| 常伯志   |          |                 |                   | 虞天偉            | 王运生            |                            |
| 陸菲青   |          | 羅國維          |                   |                   |                   |                            |
| 徐天宏   |          |                 |                   |                   | 金鹏              |                            |
| 余鱼同   |          |                 |                   | 李岡              |                   |                            |
| 心砚     | 李全厚   |                 |                   | 梁思浩            |                   |                            |
| 相国夫人 | 黃蕙芬   |                 |                   | 罗兰              |                   |                            |
| 马行空   | 吳桐     | 蓝天            |                   |                   | 薄貫君            | 呂良偉                     |
| 徐铮     | 李銓勝   | 李国麟          |                   |                   | 王鵬凱            | 赫子铭                     |
| 凤天南   | 秦沛     | 杨泽霖          |                   |                   | 李國華            | 黑子                       |
| 凤一鸣   | 卡迪遜   | 何贵林          |                   |                   | 王伟男            | 丁橋                       |
| 袁银姑   |          | 高妙思          | 伍宇娟            |                   | 郭玲              |                            |
| 钟阿四   |          | 孫季卿          |                   |                   |                   | 劉一都                     |
| 商剑鸣   |          | 石坚            |                   | 王俊棠            |                   |                            |
| 商宝震   | 程思俊   | 关礼杰          | 玉尚              | 容锦昌            | 劉言語            | 刘瑜峰                     |
| 商老太   | 丁茵     | 罗兰            |                   | 陈安莹            | 海燕              | 劉雪華                     |
| 王剑杰   | 劉江     | 麦皓为          |                   |                   | 楊星              | 王小偉                     |
| 王剑英   | 張鴻昌   | 刘国诚          |                   |                   | 丁廣和            | 余凡                       |
| 杜希孟   | 馬宗德   | 鲍方            |                   | 魯振順            |                   |                            |
| 无嗔     | 王克     | 张英才          | 高振鹏            | 鲍方              |                   | 石兆琪                     |
| 石万嗔   |          | 骆应钧          | 马静圆            | 刘家辉            |                   | 张春仲                     |
| 慕容景岳 | 金貴     | 徐廣林          | 杨玄              |                   |                   | 馬學雷                     |
| 薛鹊     | 江可欣   | 陳玉麟          | 秦迎春            |                   | 陈佳佳            | 辛如羌                     |
| 汤沛     | 溫泉     | 李海生          |                   |                   |                   |                            |
| 汪铁鹗   | 麥子雲   | 朱铁和          |                   |                   |                   | 李浩軒                     |
| 曾铁鸥   | 梁少荻   | 谈泉庆          |                   |                   |                   | 張磊                       |
| 陶百歲   | 楊澤霖   | 朱刚            |                   |                   | 劉怗新            |                            |
| 陶子安   | 黃鍚光   | 关灼元          | 吴江波            |                   |                   |                            |
| 曹云奇   | 古耀文   | 李建川          | 于云鹤            |                   |                   |                            |
| 刘元鹤   |          | 叶天行          |                   |                   | 康少英            |                            |
| 阮士中   | 梁尚雲   | 陈狄克          |                   |                   |                   |                            |
| 殷吉     | 陳非龍   |                 |                   |                   |                   |                            |

### 廣播劇
- 1981年，香港電台改編製作《雪山飛狐》廣播劇，合共15集，編導冼杞然，陳偉匡飾胡斐，朱曼子飾苗若蘭，傅菁葦飾苗人鳳，姚秀鈴飾田青文，劉安東飾曹雲奇，於1981年6月8日至1981年6月26日，星期一至五上午《金庸武俠天地》時段內播出。

### 漫畫
- 《雪山飛狐》：香港漫畫，監製馬榮成，梁偉家、黃水斌主筆，天下出版社出版。

## 外部連結
- 經典重溫頻道 金庸武俠天地—雪山飛狐 （页面存档备份，存于）（廣播劇）
- 雪山飛狐 中華武俠文化網 （页面存档备份，存于）
- 雪山飛狐 簡介